# Gift Muzadzi
Gift Muzadzi (ur. 2 października 1974 roku w Harare) – piłkarz pochodzący z Zimbabwe, grający na pozycji bramkarza, reprezentant kraju.
W latach 1994–1996 występował w lidze polskiej. W barwach Lecha Poznań zaliczył 20 występów w ekstraklasie. Grał również w Radomiaku Radom. W 1997 roku zdobył mistrzostwo Zimbabwe w zespołem Dynamos Harare, a rok później wystąpił w finale afrykańskiej Ligi Mistrzów.

## Kariera reprezentacyjna
W reprezentacji Zimbabwe Muzadzi zadebiutował w 1997 roku i grał w niej do 2006 roku. Był członkiem kadry na Puchar Narodów Afryki 2006. W kadrze narodowej rozegrał 16 meczów.